# Під стукіт трамвайних коліс
«Під стукіт трамвайних коліс» — назва фільму у радянському кінопрокаті (рос. Под стук трамвайных колёс) (яп. どですかでん, Додескаден;) — японський фільм-драма 1970 року, поставлений режисером Акірою Куросавою. Сценарій написано за збіркою оповідань Сюгоро Ямамото «Квартал без сонця».

## Сюжет
Посеред безживного і примарного пейзажу на околиці великого міста, немов купа відходів, наліплені нетрища. Тут живе ціла комуна ізгоїв, божевільних і мудреців, мрійників і алкоголіків, що по-різному переносять скрутність нестерпної убогості, залежно від характеру, віку і психічного стану. Підліток Рокутан з ранку до вечора гасає по району, уявляючи себе за кермом удаваного трамвая і повторюючи одну й ту саму приказку: «Додескаден», — що нагадує стук коліс по рейках.
Сіма, що страждає від нервового тіка, одружений з жінкою, яку усі ненавидять. Коли до Сіми приходять друзі, його дружина дивиться на них звисока й у будь-який момент ладна перейти до образ. Одного разу ввечері це виводить з себе гостя, і той говорить, що Сіма гідний кращої дружини. Він закликає Сіму викинути її за двері. Тоді чоловік встає на захист дружини, яка так часто допомагала йому в житті. Між чоловіками починається бійка. Гість незабаром розуміє свою помилку і вибачається.
Рьотаро, багатодітний батько, чия дружина заграє до всіх підряд, вимушений відповідати на запитання дітей, чи дійсно він — їхній батько. Ходять чутки, що усі вони народилися від різних. Він відповідає, що, оскільки він їх любить, усі вони — його діти.
Дівчина Кацуко днями і ночами до знемоги майструє штучні квіти. Її ґвалтує Кета, чоловік її тітки. Завагітнівши, вона з нез'ясовних причин б'є ножем торговця саке — єдину людину, що проявляла до неї симпатію. Він не заявляє в поліцію. Кета збирає речі і без зайвих слів рятується втечею.
Від одного чоловіка пішла дружина, і відтоді він живе в прострації, близькій до аутизму. Дружина повертається і безуспішно намагається проникнути в його світ. Потім йде знову, так і не зумівши вивудити з нього хоча б слово.
Двоє молодих п'яниць, постійно накачані алкоголем, навіть не підозрюють, що кожен вечір міняються бараками і дружинами. Це постійна тема пересудів для місцевих пліткарок, що ведуть світські бесіди біля фонтану.
Батько маленького хлопчика харчується об'їдками, які його син кожен вечір приносить з міських ресторанів. Чоловік в усіх подробицях описує хлопчикові будинок, яким вони придбають колись: з ґратами на вході, з басейном тощо. Хлопчик помирає від харчового отруєння, і батько, закопуючи в землю його тіло, продовжує думати про розкішне житло, мріями про яке він зазвичай його розважав.
Старий Тамба, майстер на всі руки — добрий дух цього району. Одного разу вночі злодій краде у нього валізу. «Тільки не це, — говорить Тамба, — там мої інструменти». Замість валізи він дає злодієві грошей і відпускає з миром. Пізніше він відмовляється упізнати його перед поліцейським. Він заспокоює психопата, що махає мечем, запропонувавши йому потримати зброю, щоб той хвилинку відпочив. Людині, що зневірилася та прагне накласти на себе руки, він дає отруту, яку той негайно випиває. Самовбивця тут же передумує і називає свого благодійника вбивцею. Тоді Тамба говорить йому, що він проковтнув нешкідливий порошок від нетравлення шлунку.
З настанням темряви Рокутан покидає свій трамвай і повертається до матері, втомлений і задоволений, немов робітник після довгого трудового дня.

## У ролях
| Йосітака Дзусі  | ···· | Рокутан, недоумкуватий юнак |
| Кін Сугаї       | ···· | Окуні, його мати            |
| Дзундзабуро Бан | ···· | Сіма, службовенць з тіком   |
| Кьоко Танге     | ···· | його дружина                |
| Хісасі Ігава    | ···· | Масуда                      |
| Хідеко Огіяма   | ···· | його дружина Тацу           |
| Сінсуке Мінамі  | ···· | багатодітний батько Рьотаро |
| Йоко Кусунокі   | ···· | його дружина Місао          |
| Нобору Мітані   | ···· | жебрак                      |
| Хіроюкі Кавасе  | ···· | його син                    |
| Томоко Ямадзакі | ···· | Кацуко Ватанака             |
| Томоко Нараока  | ···· | Охо                         |

## Знімальна група
- Автор сценарію — Акіра Куросава, Хідэо Огуні, Сінобу Хасімото
- Режисер-постановник — Куросава Акіра
- Продюсери — Кон Ітікава, Кейсуке Кіносіта, Куросава Акіра, Масакі Кобаясі, Йоічі Мацуе
- Композитор — Тору Такеміцу
- Оператори — Такао Сайто, Ясуміті Тукудзава
- Монтаж — Рейко Канеко
- Художники-постановники — Сінобу Муракі, Йосіро Муракі
- Художник по костюмах — Міюкі Сузукі

## Виробництво
Перший кольоровий фільм режисера і останній, знятий у звичайному (академічному) форматі 1,37:1. Фільм знімався творчим об'єднанням «Група з Чотирьох вершників» (Акіра Куросава, Кейсуке Кіносіта, Масакі Кобаясі, Кон Ітікава). Холодний прийом стрічки публікою став причиною розпаду цієї групи і спроби самогубства Куросави.

## Визнання
| Нагороди та номінації фільму «Під стукіт трамвайних коліс» | Нагороди та номінації фільму «Під стукіт трамвайних коліс» | Нагороди та номінації фільму «Під стукіт трамвайних коліс»    | Нагороди та номінації фільму «Під стукіт трамвайних коліс» | Нагороди та номінації фільму «Під стукіт трамвайних коліс» | Нагороди та номінації фільму «Під стукіт трамвайних коліс» |
| Рік                                                        | Кінофестиваль/кінопремія                                   | Категорія/нагорода                                            | Номінант                                                   | Результат                                                  |                                                            |
| ---------------------------------------------------------- | ---------------------------------------------------------- | ------------------------------------------------------------- | ---------------------------------------------------------- | ---------------------------------------------------------- | ---------------------------------------------------------- |
| 1971                                                       | Венеційський міжнародний кінофестиваль                     | Приз Міжнародної Католицької організації в царині кіно (OCIC) | Акіра Куросава                                             | Перемога                                                   |                                                            |
| 1971                                                       | Премія «Майніті»                                           | Найкраща акторка другого плану                                | Томоко Нараока                                             | Перемога                                                   |                                                            |
| 1971                                                       | Премія Kinema Junpo                                        | Найкращий актор                                               | Хісасі Ігава                                               | Перемога                                                   |                                                            |
| 1972                                                       | Премія «Оскар»                                             | Найкращий фільм іноземною мовою                               | Під стукіт трамвайних коліс                                | Номінація                                                  |                                                            |